# Дементьев, Сергей Афанасьевич
Сергей Афанасьевич Дементьев (6 декабря 1866 — после 1922) — подполковник в отставке, член IV Государственной думы от Екатеринославской губернии.

## Биография
Родился 6 декабря (ст. ст.) 1866 года в Екатеринославе.  По вероисповеданию православный. Получил домашнее начальное образование, затем окончил пехотное юнкерское училище.
- 25 марта 1888 — подпоручик (по старшинству)[1],
- 25 марта 1892 — поручик  (по старшинству)[1],
- 6 мая 1900 — штабс-капитан (по старшинству)[1]
- 6 мая 1901 — капитан (по старшинству)[1]

В 1905 году служил в 276-м пехотном Лиманском полку. 12 апреля 1906 года капитан 276-го пехотного Лиманского полка Дементьев уволен от службы за болезнью подполковником, с мундиром и пенсией .
В ноябре 1914 гласный Верхнеднепровского уездного земства. Состоял при 62-й ополченческой дружине, сформированной земством в городе Верхнеднепровске.
В 1916 году товарищ председателя Екатеринославского отдела Всероссийского Национального Союза.
Был кандидатом в депутаты на место М. М. Алексеенко, скончавшегося 18 февраля 1917. В связи с началом Февральской революции 1917  года в Петроград не приехал и в работе Государственной Думы IV созыва не участвовал. Формально считался членом Государственной Думы с 24 февраля 1917 года. Аппарат де-факто недействующей Государственной Думы продолжал работать, и как отмечает И. К. Кирьянов: "Канцелярия Государственной Думы продолжала скрупулезно фиксировать все изменения в составе формально нераспущённой палаты. [...] Вместе с тем 20 апреля началось оформление личного дела С. А. Дементьева, который должен был занять депутатское место от Екатеринославской губернии взамен умершего М. М. Алексеенко".
В советское время взят на учёт Мелитопольским ГПУ как бывший офицер царской армии.
Детали дальнейшей судьбы и дата смерти неизвестны.

## Награды
- Орден Святого Станислава 3-й степени[1]

## Адреса
- 1916 — ст. Софиевка Верхнеднепровского уезда Екатеринославской губернии[5].
- после 1922 — г. Мелитополь, ул. Троцкого 19[8]